# リオ・グランデ川
リオ・グランデ川（リオ・グランデがわ、Rio Grande）は、アメリカ合衆国のコロラド州から流れ出しメキシコ湾へ注ぐ川である。スペイン語で、リオ（Río）は川を意味し、リオ・グランデ（Río Grande）は、「大きな川」という意味。（したがって、「リオ・グランデ川」は、重言になる。）
メキシコでは、リオ・ブラーボ（Río Bravo、怒れる川）またはリオ・ブラーボ・デル・ノルテ（Río Bravo del Norte、北の怒れる川）とも呼ぶ。アメリカ合衆国では、スペイン語名に「川」を意味する英語 river を付けて Rio Grande river と呼ぶこともある（ただし、重言）。

## 地理
コロラド州のサンフアン山地に源を発し、サンルイス谷を流れてニューメキシコ州に入る。アルバカーキ、ラスクルーセスを流れ、テキサス州のエルパソに至る。エルパソ、シウダ・フアーレスから下流は、1845年からアメリカとメキシコの国境となっている。南東へ流れマタモーロスの東側に小さな三角州を形成しメキシコ湾に注ぐ。
リオ・グランデ川は高い山地を源流とし、かなりの部分は標高の高い場所を流れる。エルパソの地点での標高は1,147mある。ニューメキシコ州ではリオ・グランデ地溝を流れ、エルパソからは東にチワワ砂漠の中を流れる。亜熱帯であるリオ・グランデ谷では大規模な灌漑農業が行われている。長期間雨がほとんど降らないと、水は海まで到達しなくなる。
河口の三角州一帯には塩性湿地が広がり、ハニーメスキート、アカシア・リジデュラ、カステラ・トルトゥオサなどの樹種およびHalodule wrightiiなどの海草が生え、ダイゼン、ミユビシギ、アメリカヒバリシギ、フエコチドリ、アメリカホシハジロ、オナガガモなどの鳥類およびジャガー、オセロット、ジャガーネコ、ピューマ、ボブキャットなどの哺乳類が生息している。付近の湾岸平野にはタマウリパン・メスキータルという乾燥気候のエコリージョンがあり、その上にタマウリパン・マトラルが広がる。古代にはリオ・グランデ川の流れはリオ・グランデ地溝内の塩湖で終わっていたが、およそ100万年前に大規模な河川争奪が発生して以降、東に流れるようになった。
支流はペコス川、コンチョス川、サラド川、サンフアン川など。
中流部にはビッグ・ベンド国立公園、河口の三角州南側のメキシコ湾沿いにはラムサール条約登録地のマドレ湖があり、それぞれユネスコの生物圏保護区に指定されている。

## 国際河川
国境の川をはさんで向かい合う「双子都市」がいくつかある。エルパソとシウダ・フアーレス、ラレードとヌエボ・ラレード、マッカレンとレイノサ、ブラウンズヴィルとマタモーロスなどである。
1906年には蛇行するリオ・グランデ川の本来アメリカ合衆国の土地であったはずの川の北側の部分が、開削による河道のショートカットによって川の南側になってしまったので、1967年までの60年間はメキシコ領となっていた。その忘れ去られた土地に作られたリオ・リコと呼ばれる街がアメリカ領とメキシコ領のどちらかで両国は揉めていたが、1977年に協議がまとまって正式にメキシコ領の街となった。

### 移民の渡河
メキシコからアメリカに向け川を渡る不法移民は後を絶たず、しばしば川を渡り切れずに溺死する例も見られる。2019年には、2歳児を含む親子が死亡、アメリカ民主党は不法移民に否定的なドナルド・トランプ大統領を批判する材料としたが、大統領側は「民主党が成立を阻んでいる法律さえあれば、こうした人々は来ないだろう。」として一蹴している。
2020年代も移民の渡河は続いたことから、テキサス州はイーグルパスに渡河を阻害する直線状のブイを設置した。このブイが障害となって水死者が出たことから、メキシコのロペス・オブラドール大統領は非人道的であるとしてテキサス州を非難した。

## 利水
リオ・グランデ川の水の利用は1906年のリオ・グランデ協定によって規定されている。これはコロラド州、ニューメキシコ州、テキサス州間の協定およびアメリカとメキシコとの間の条約である。

## その他
- アメリカの民謡であるテキサスの黄色いバラ（英語版）の2番の歌詞に、この川が登場する。